# لاندیوا
لاندیوا (به انگلیسی: Landiwa) یک شهرک در پاکستان است که در ناحیه لکی واقع شده‌است.